# 利光統久
利光 統久（としみつ むねひさ）は、戦国時代の武将。

## 経歴・人物
鶴賀城主利光鑑教の嫡男。天正14年（1586年）11月、島津軍が豊後に侵攻した際（豊薩合戦）、父は肥前、筑前に出征中であったため、弟の平助らと共に城兵を率いて抗戦しても、島津の大軍を前に城を守り切るのは不可能であると判断し、家臣の牧宗之助を末弟と偽って人質に出して一時的に島津軍と講和した。
父利光鑑教の帰城後、油断した島津家久勢に夜襲やゲリラ戦を行い、よく抵抗して島津勢を撃退したが、12月7日、物見櫓で島津軍の撤退を視察する鑑教は流れ弾に当たり討死した。統久と城兵は宗魚の死を隠して戦いを続け、なおも5日ほど持ち堪えた。一連の戦いで、島津軍は3千人、城の方は千人ほどが戦死したとされる。だが、直後の戸次川の戦いで大友の主力軍が家久に大敗したため、やむなく降伏する事となった。主君・宗麟は利光氏の忠勤を賞して開城させ、 城兵を臼杵に収容した。

## 参考資料
- 『鶴賀城戦史』